# Alzina Grossa de Querol
L'Alzina Grossa de Querol o Alzina del Mas de Querols (Quercus ilex ilex) és un arbre que es troba al poble de Fonollosa (comarca del Bages), el qual, per les seues espectacular simetria i bellesa global, el converteixen en una de les alzines més belles de la comarca.

## Dades descriptives
- Perímetre del tronc a 1,30 m: 3,65 m.
- Perímetre de la base del tronc: 5,64 m.[1]
- Alçada: 14,5 m.
- Amplada de la capçada: 22,8 m.
- Altitud sobre el nivell del mar: 534 m.

## Entorn
Se situa dins de la propietat privada de la finca Querol, en un petit altiplà, davant del Mas Querol, on s'hi va fer un rebaix amb maquinària pesant i sembla que es va portar a terme una acció de millora de l'àrea de l'arbre. Les herbes que s'hi fan són la rosella, la flor de Sant Joan, la perpètua, l'alfals, el plantatge de fulla estreta, l'amargot, l'herba molla, la ruca, la ceba d'ase, la farigola i el romaní. Respecte a la fauna, és fàcil sentir-hi el cant del gratapalles, el tallarol de casquet, les caderneres, les cueretes i els gafarrons.

## Aspecte general
És força bo: té la capçada totalment coberta i amb alguna excrescència foliar provocada per insectes i alguna petita tumoració en l'extrem d'algun branquilló. Presenta talls tant al tronc principal com a les branques secundàries, algun de diàmetre superior als 15 cm, que mai més tancarà. Tot i això, sembla que, de moment, està al resguard de plagues xilòfagues.

## Observacions
Es tracta d'una bella alzina corona, amb una doble funció: d'amorriador per al bestiar i d'espai d'ombra per a les persones. Tradicionalment, la gent del mas hi tancava els tractes. A la finca, actualment, s'hi realitza una activitat agrària i de ramaderia extensiva, amb vaques de pastura. Si es vol anar a visitar l'alzina, s'ha de tenir en compte que és una propietat privada, per tant, es pot visitar però per a qualsevol altra activitat s'ha de demanar permís a la propietat. Fou declarat Arbre Monumental l'any 1991.

## Accés
Cal passar per Fonollosa (carretera BV-3008) i, pocs metres després de deixar el poble enrere, hem de trencar cap al pla de Querol per una pista forestal que al cap d'aproximadament uns 1.200 metres ens deixarà al Mas Querol. És necessari continuar i, just a l'altura del corralet, topem amb aquesta alzina, la qual es pot albirar pràcticament des d'1 quilòmetre de distància, ja que destaca per sobre de la resta de la vegetació. A pocs metres, i en un pla més elevat, es troba una altra alzina de port molt bonic, tot i que de dimensions normals (segurament filla de l'Alzina Grossa de Querol). GPS 31T 0389828 4623901.